# Мусорная корзина

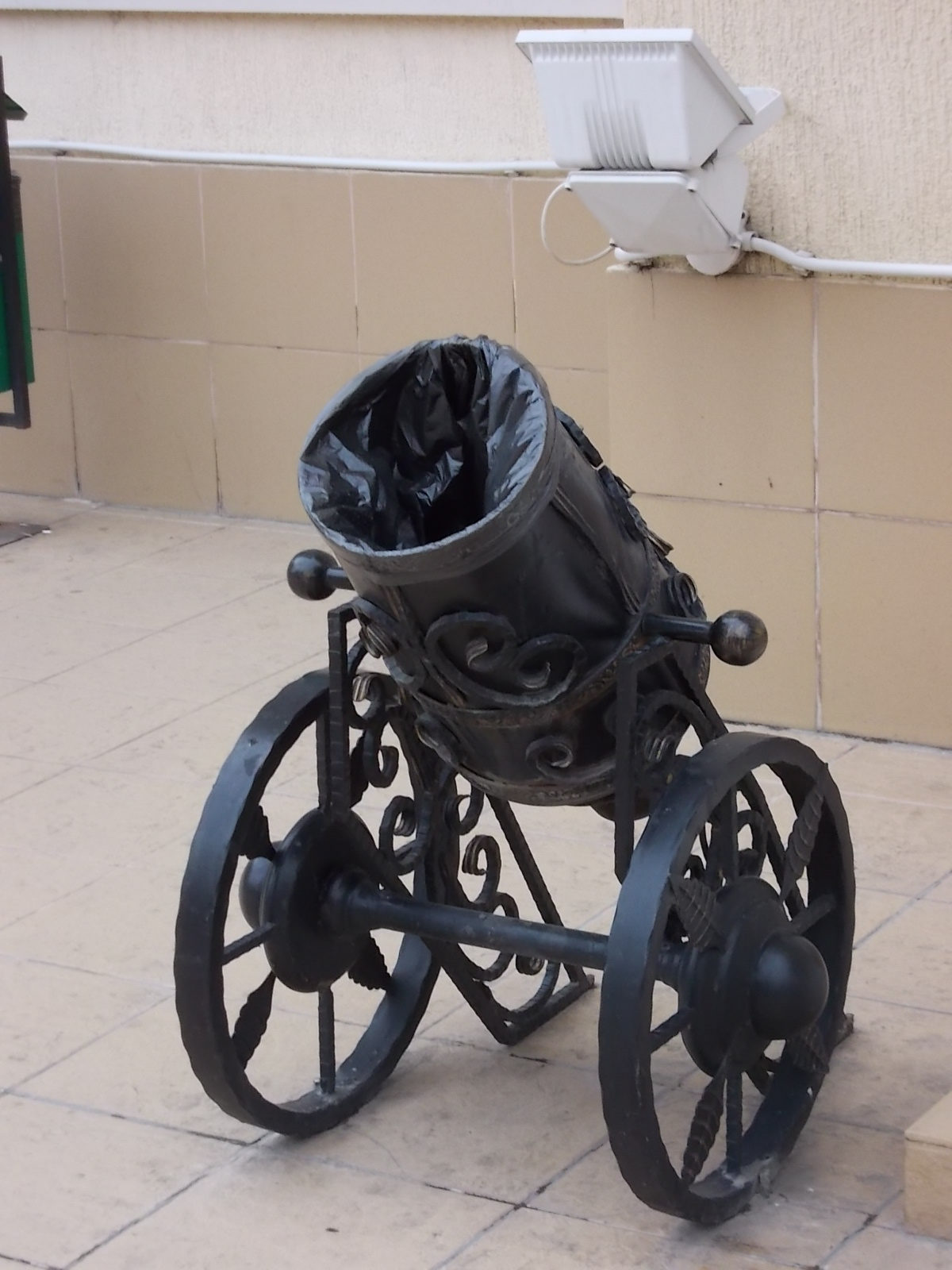
Урна на Курортном бульваре в Кисловодске в форме пушки

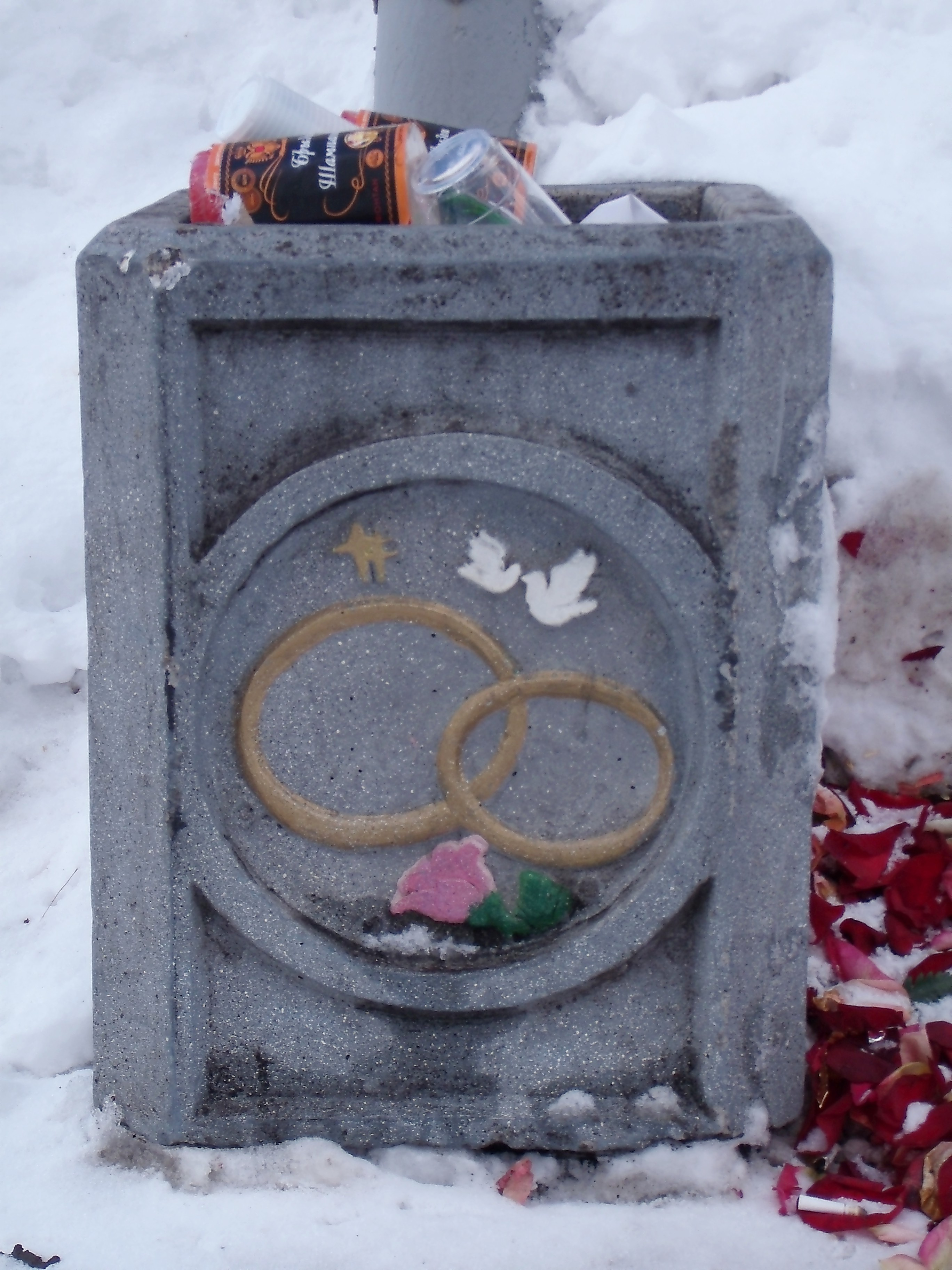
Урна в Санкт-Петербурге на пр. Стачек, у дворца Дашковой

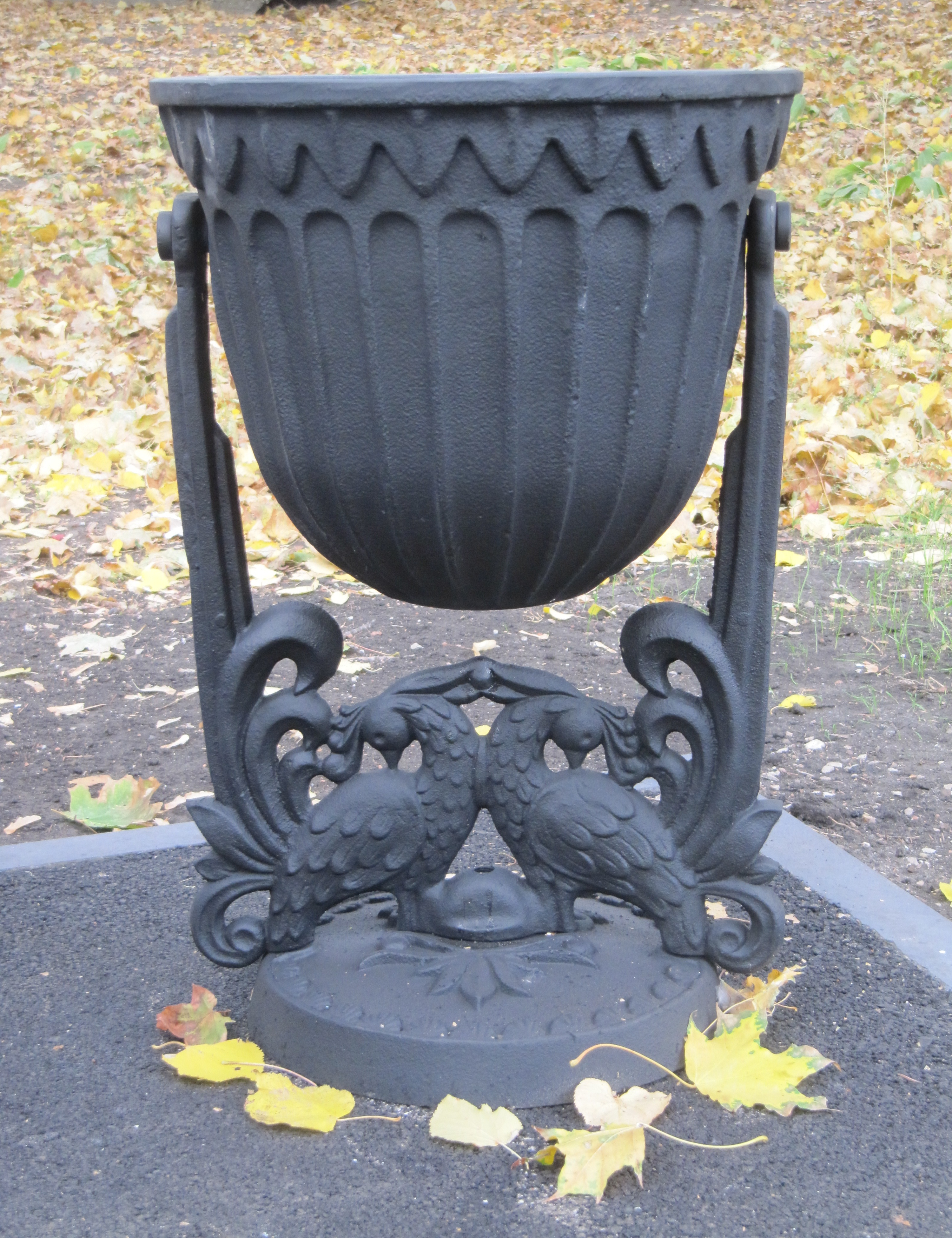
Урна-качалка, парк Липки, Саратов

Мусорная корзина, или же просто урна — личная ёмкость для сбора мусора.
Для освобождения от мусора урна переворачивается вверх дном или из неё вытаскивается металлический (либо пластиковый) вкладыш или сменный пакет. Существуют модификации урн-качалок, позволяющих их опорожнить путём наклона урны на специальном кронштейне, не поднимая всю урну от земли. Самым простым решением являются подвесные урны с открывающимся снизу лючком, позволяющим опорожнить урну в специально подготовленную ёмкость.
Изготавливается обычно из жести, пластика, проволочной сетки, оцинкованной или нержавеющей стали или бетона.
Крышка пожаробезопасной урны в случае возгорания закрывает доступ воздуху, туша пламя. У некоторых урн сверху сделано отделение для окурков, чтобы они не попали в основную ёмкость, где могут оказаться горючие материалы.
В странах, где развита переработка отходов, для перерабатываемых отдельно материалов (обычно это стекло, пластик и бумага) используют урны с соответствующе помеченными отделениями или отдельные урны. Некоторой помесью урны с банкоматом может послужить технология «фандомат».
В компьютерном программном обеспечении (особенно в графических интерфейсах пользователя) мусорная корзина обозначает временное хранилище для информации, подлежащей удалению. В MacOS сменные носители, примонтированные образы дисков и сетевые тома размонтируются при перенесении в корзину их иконок.

## Галерея

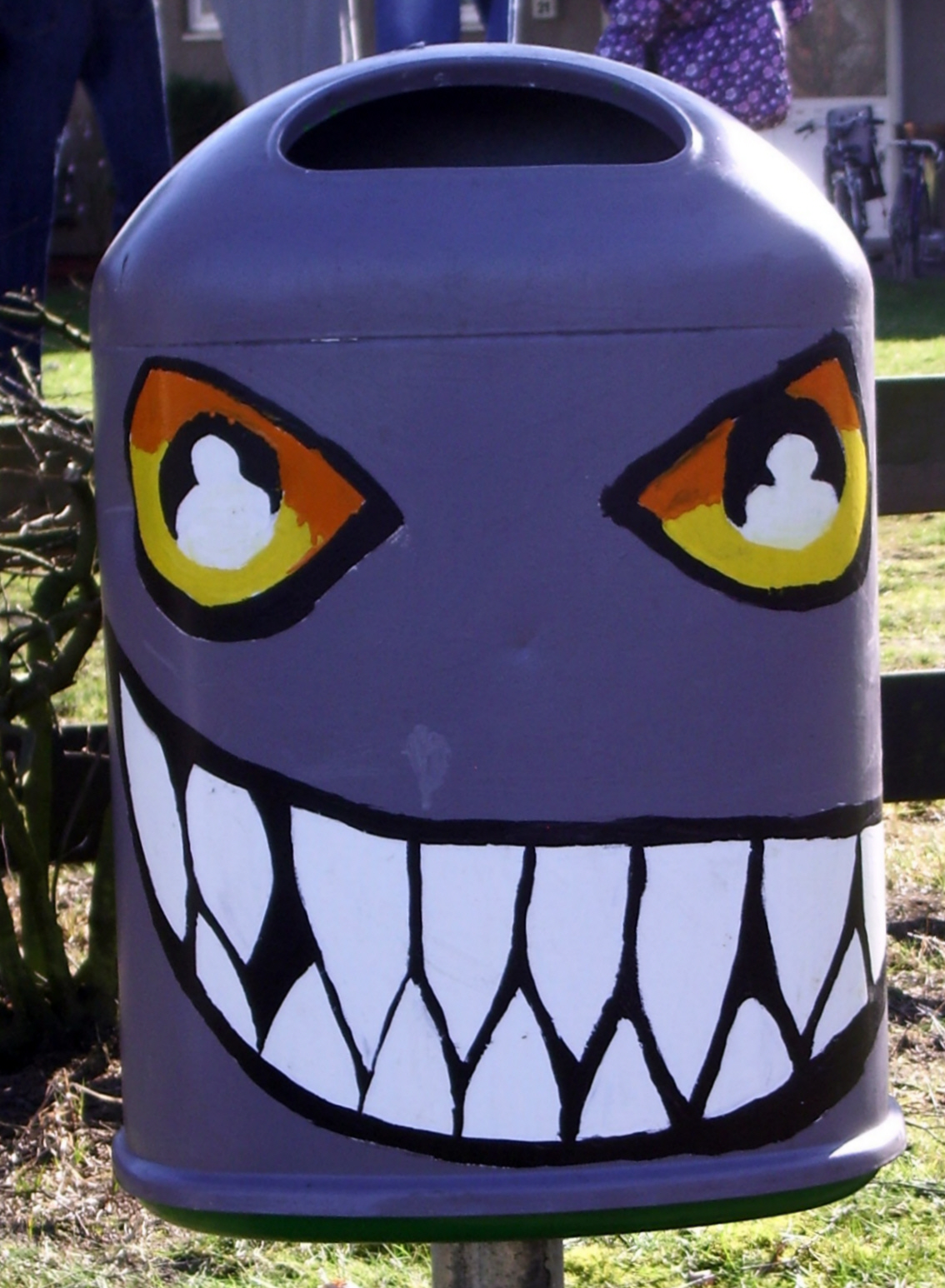
Разрисованная мусорная корзина в Итерзене
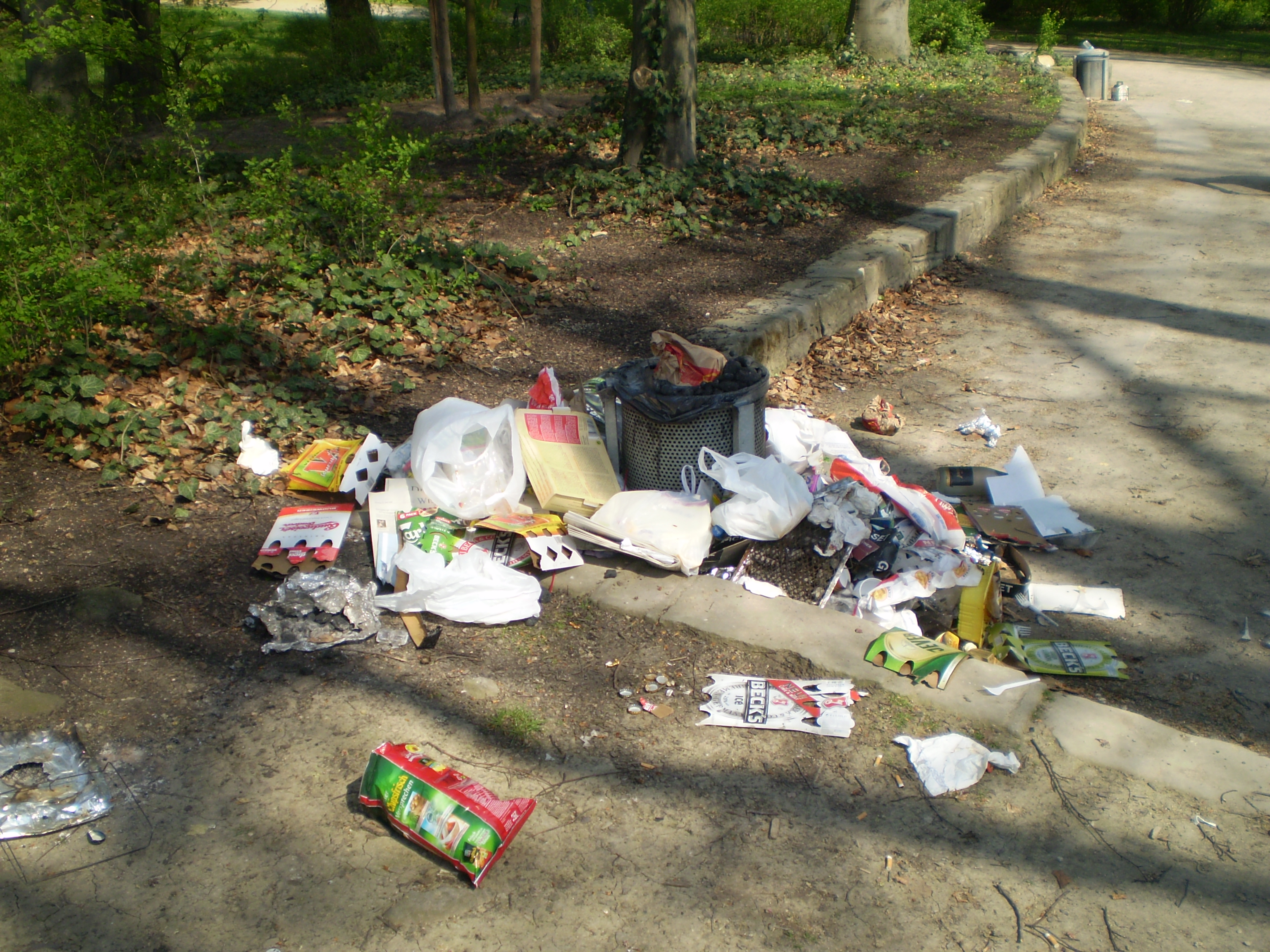
Переполненная урна
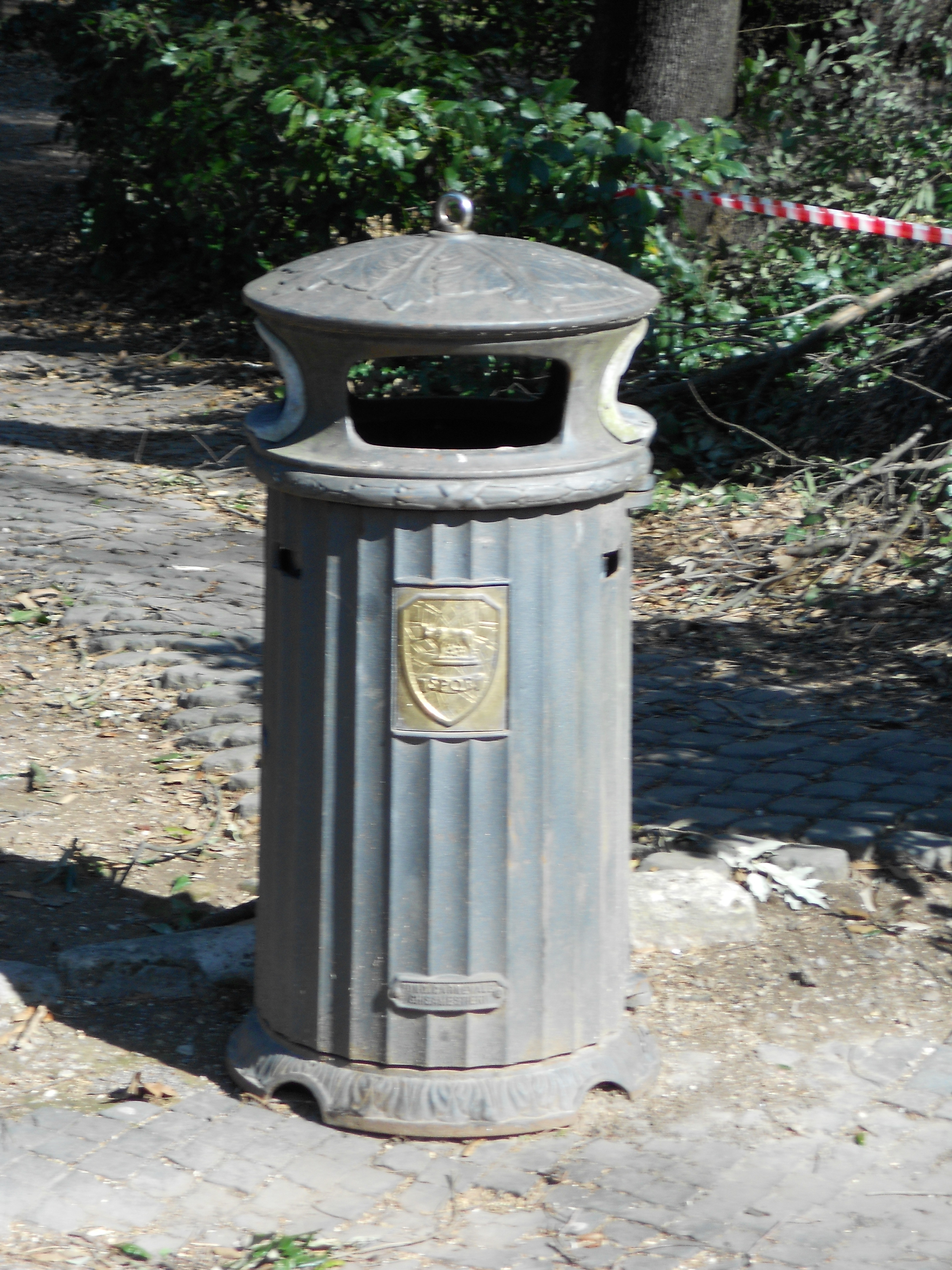
Мусорная корзина в Риме с Капитолийской волчицей и надписью SPQR
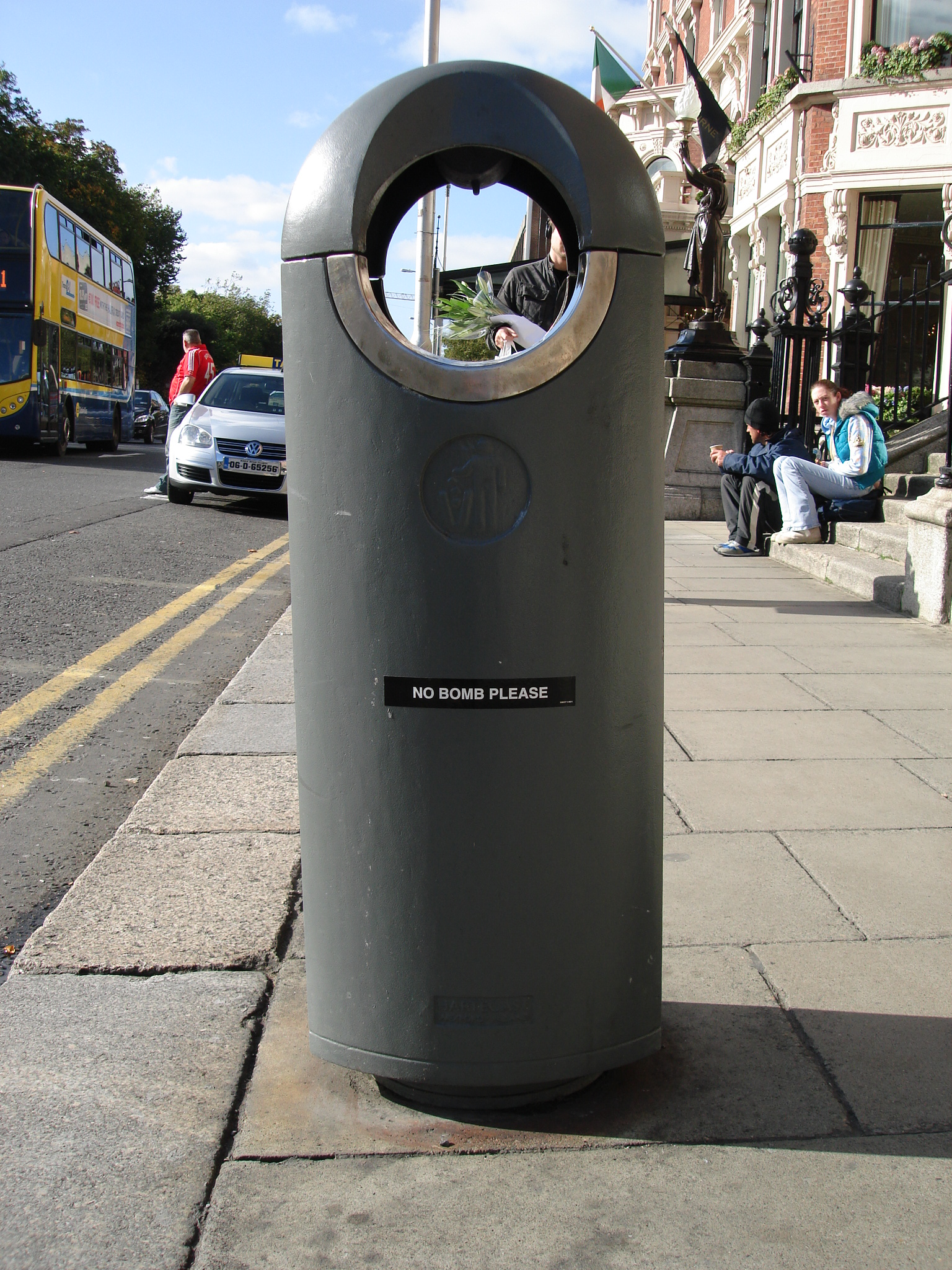
Мусорная корзина рядом с Shelbourne Hotel в Дублине
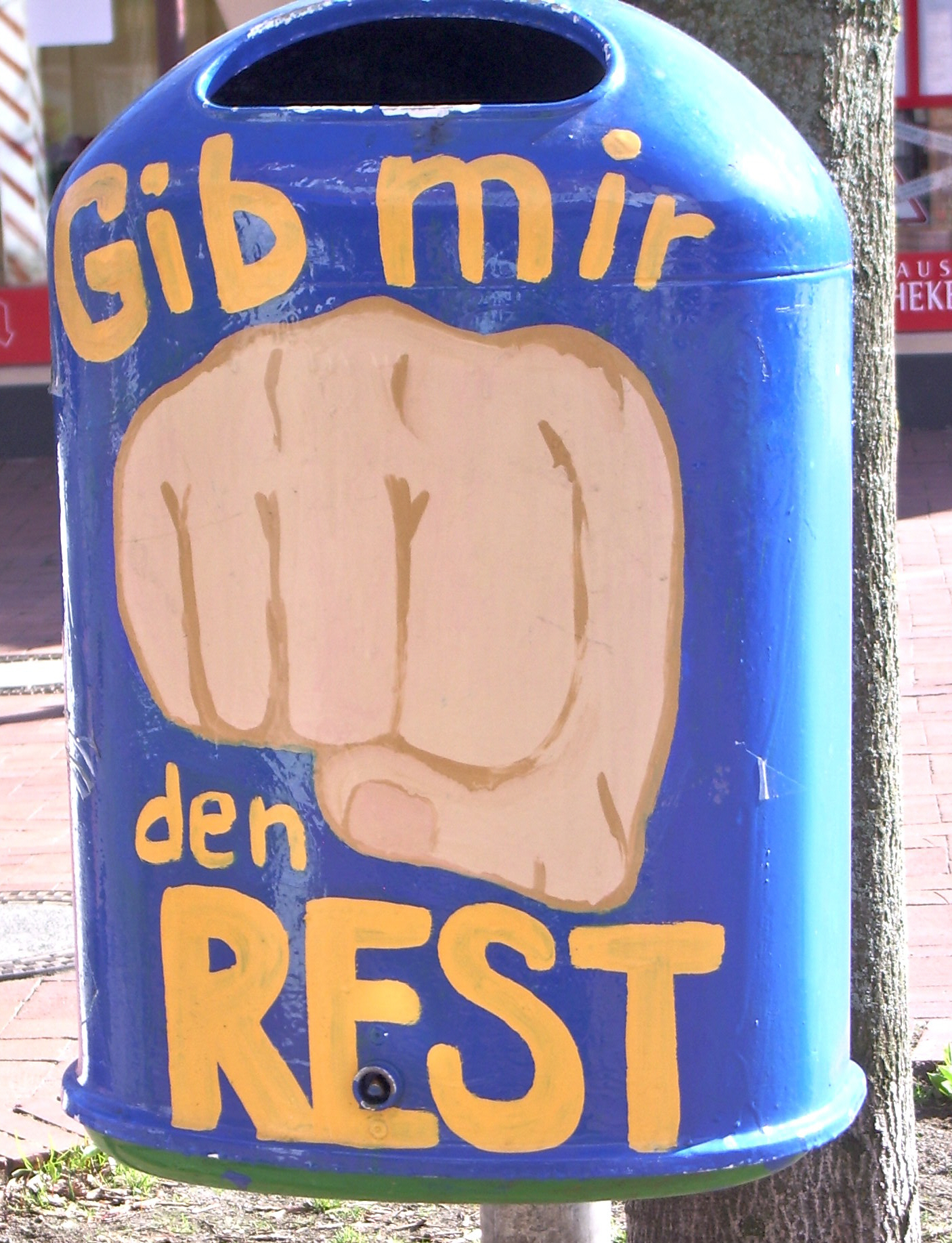
Разрисованная мусорная корзина
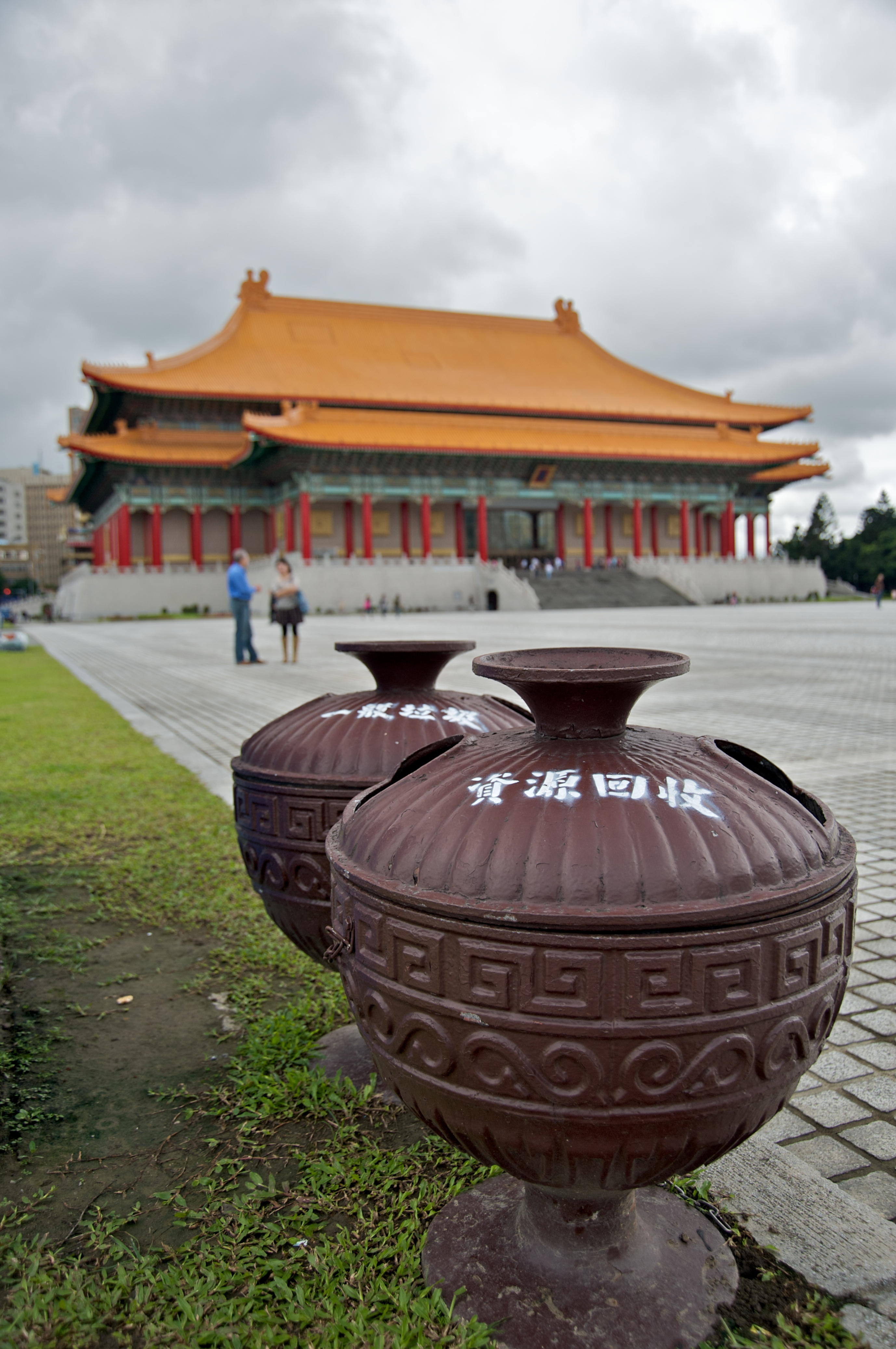
Мусорная корзина в Тайбэе
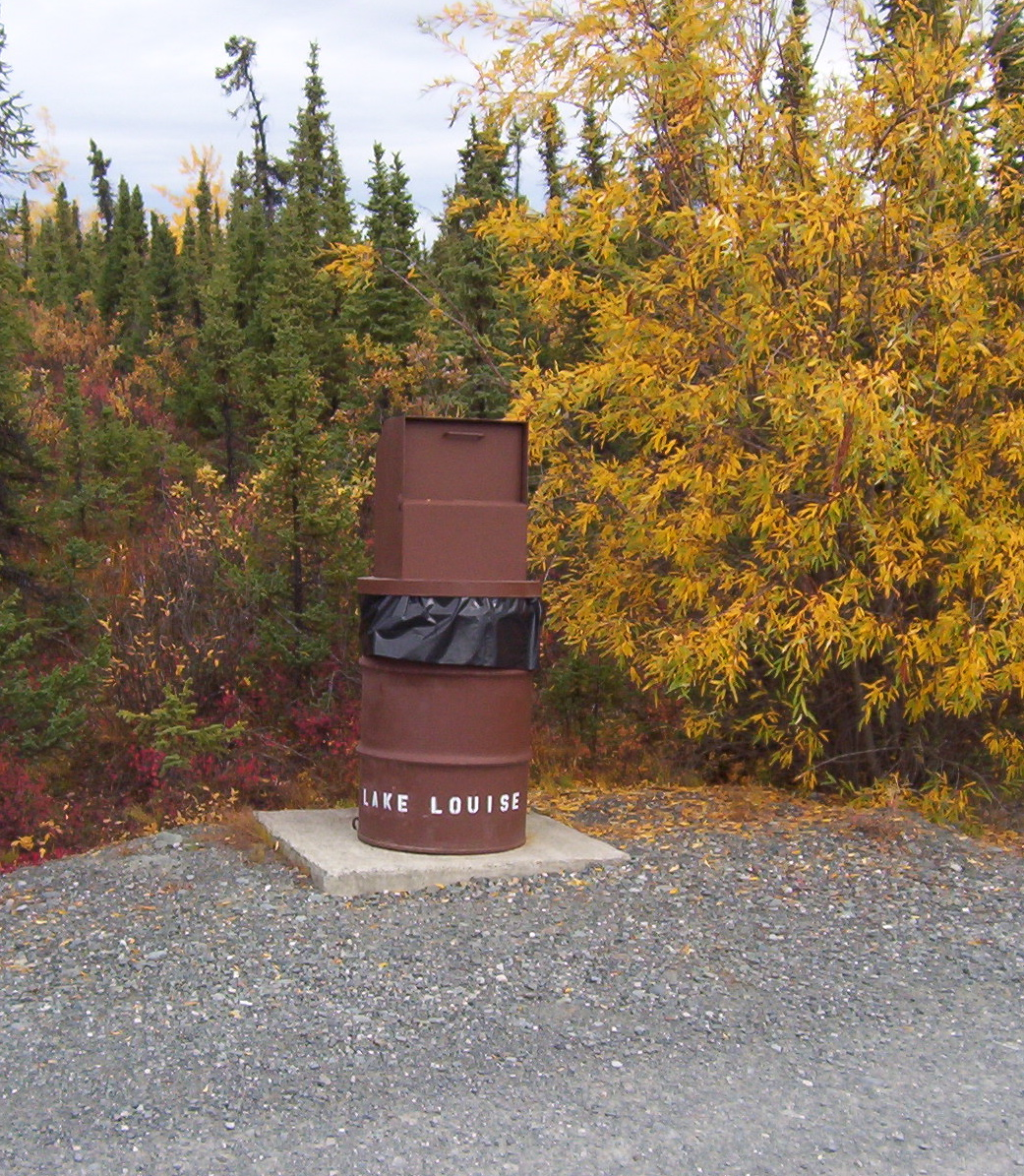
Защищённая от медведей мусорная корзина в Lake Louise State Park, Аляска
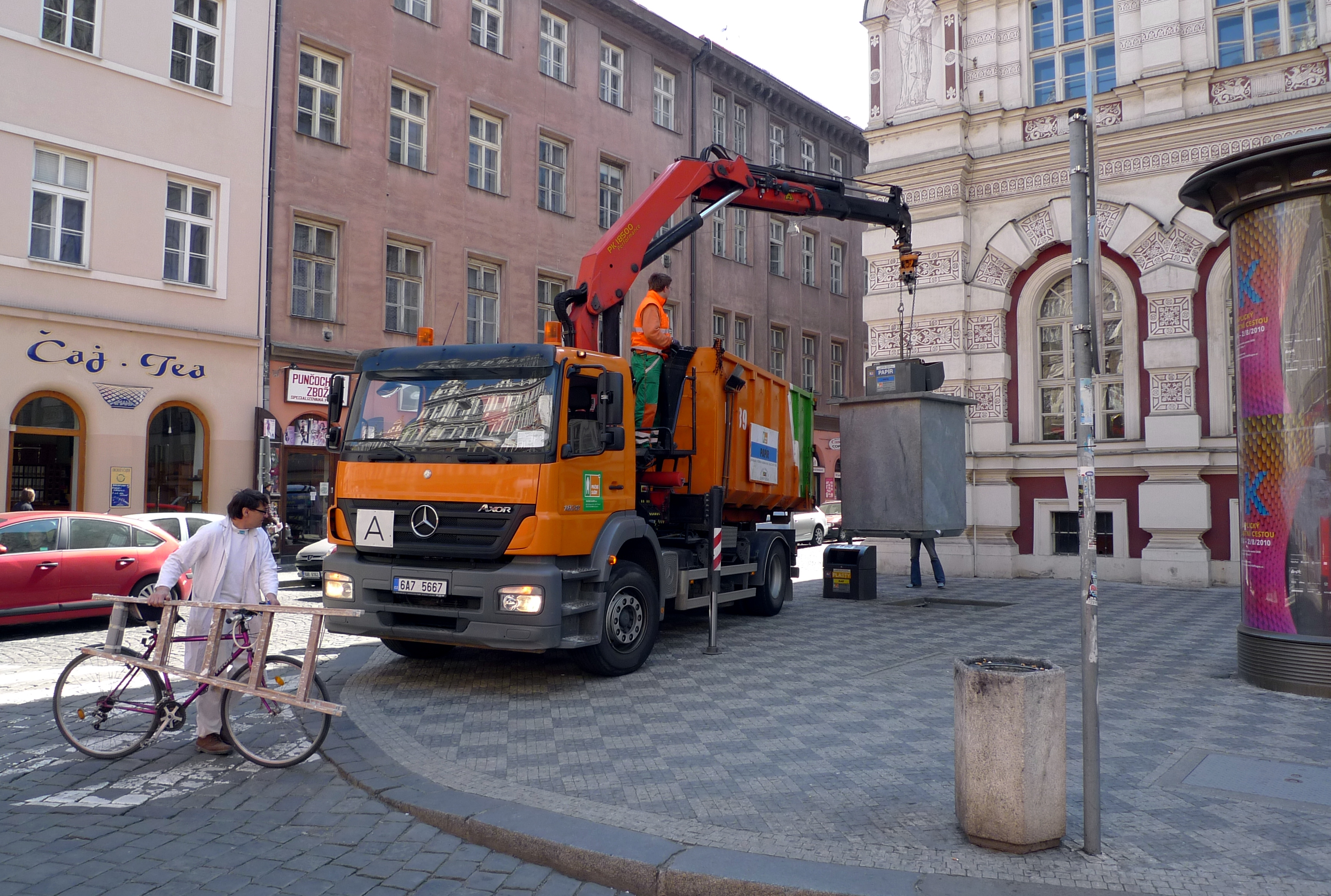
Опустошение большой подземной ёмкости мусорной корзины в Праге
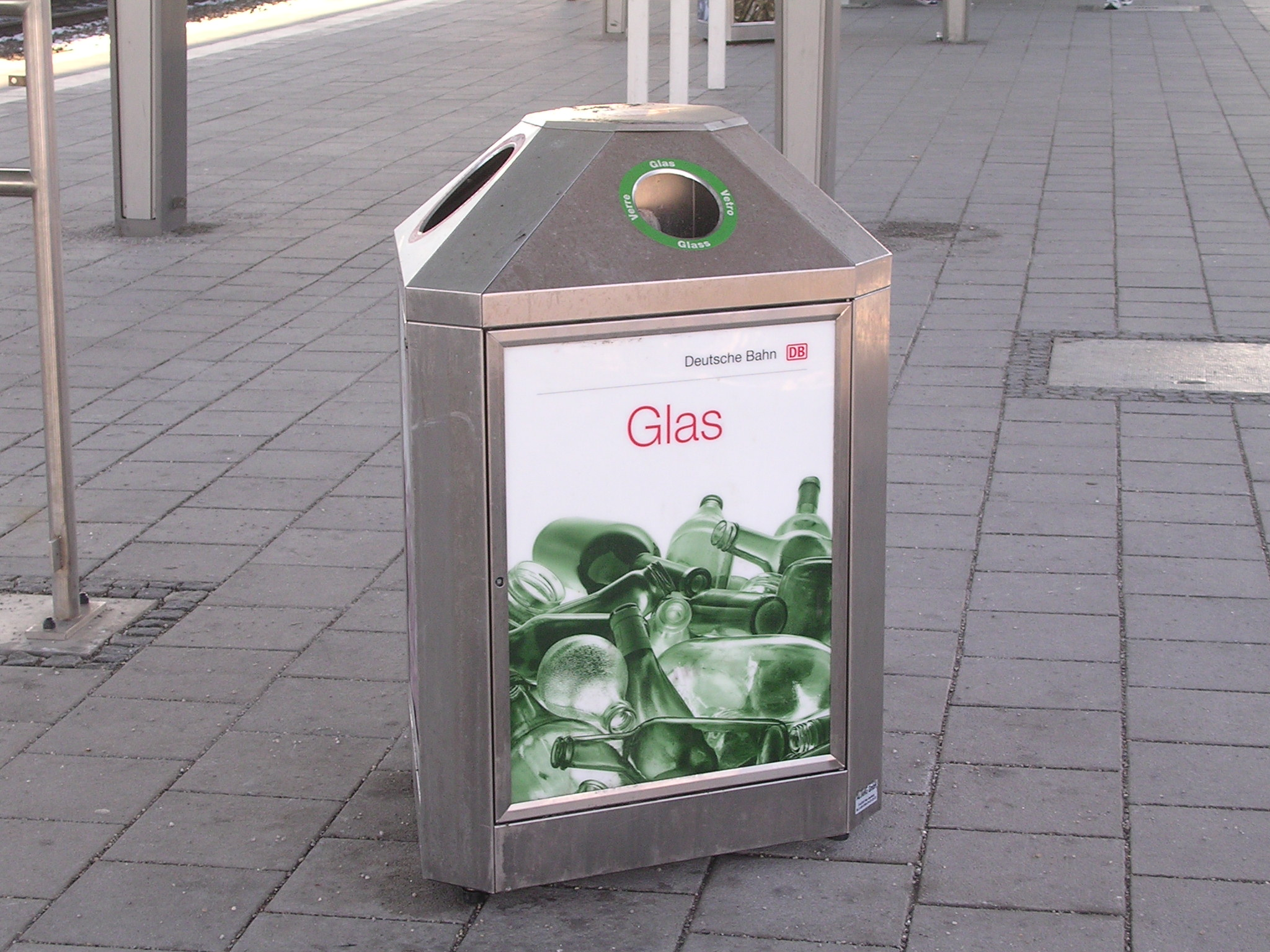
Мусорная корзина Deutsche Bahn
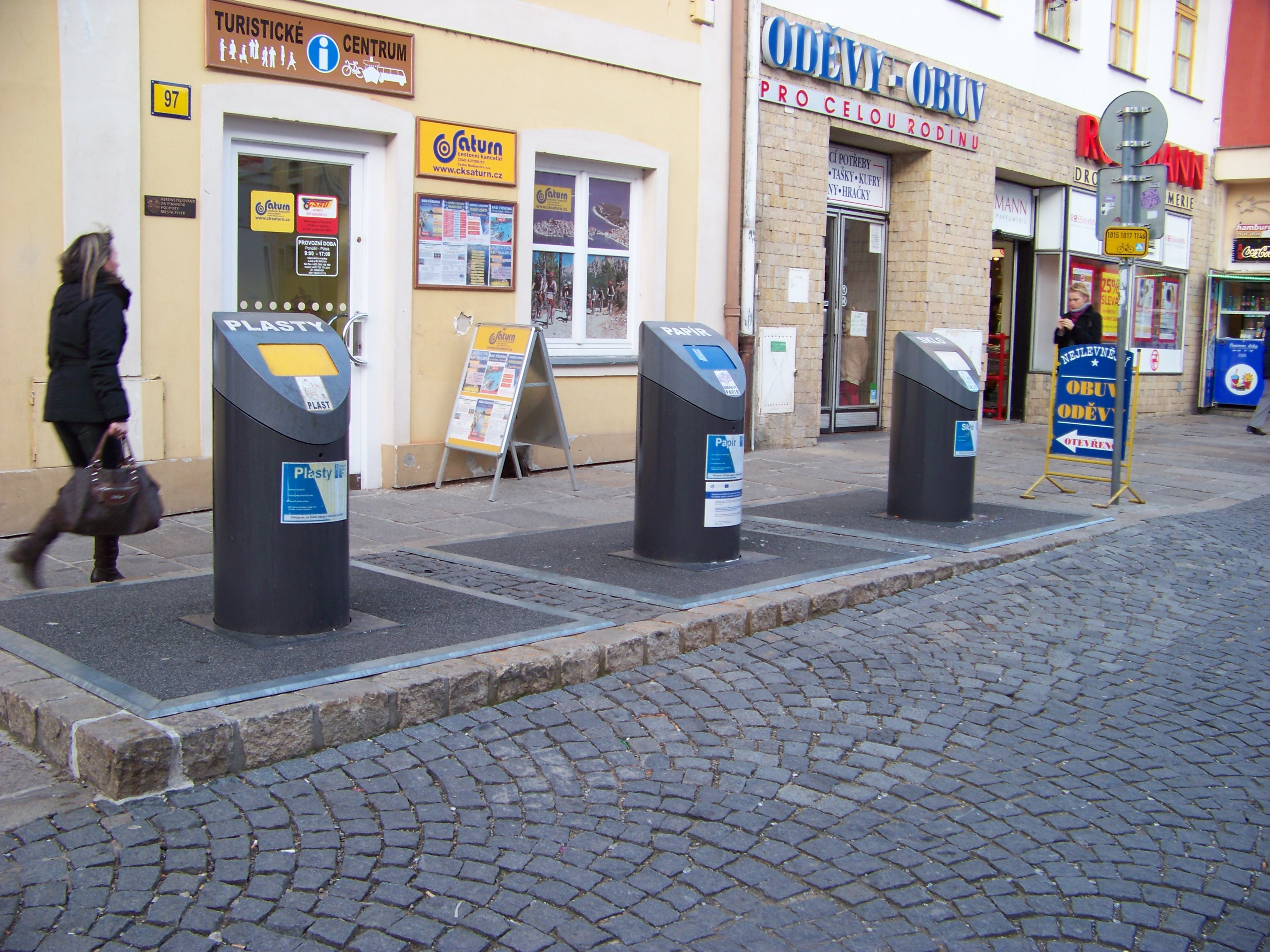
Подземные контейнеры для сортировки мусора в старом городе Писека в Чехии
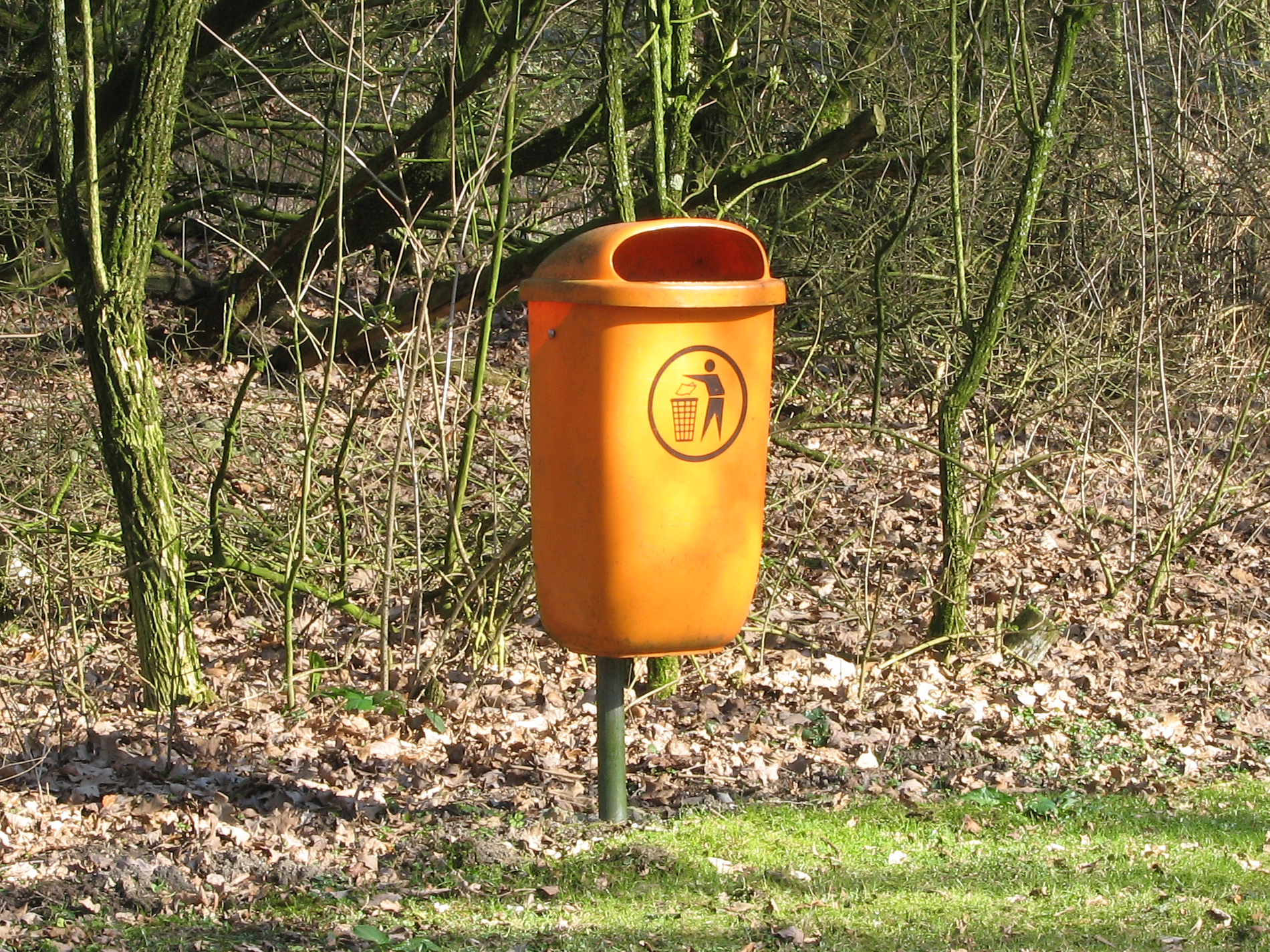
Урна в парке
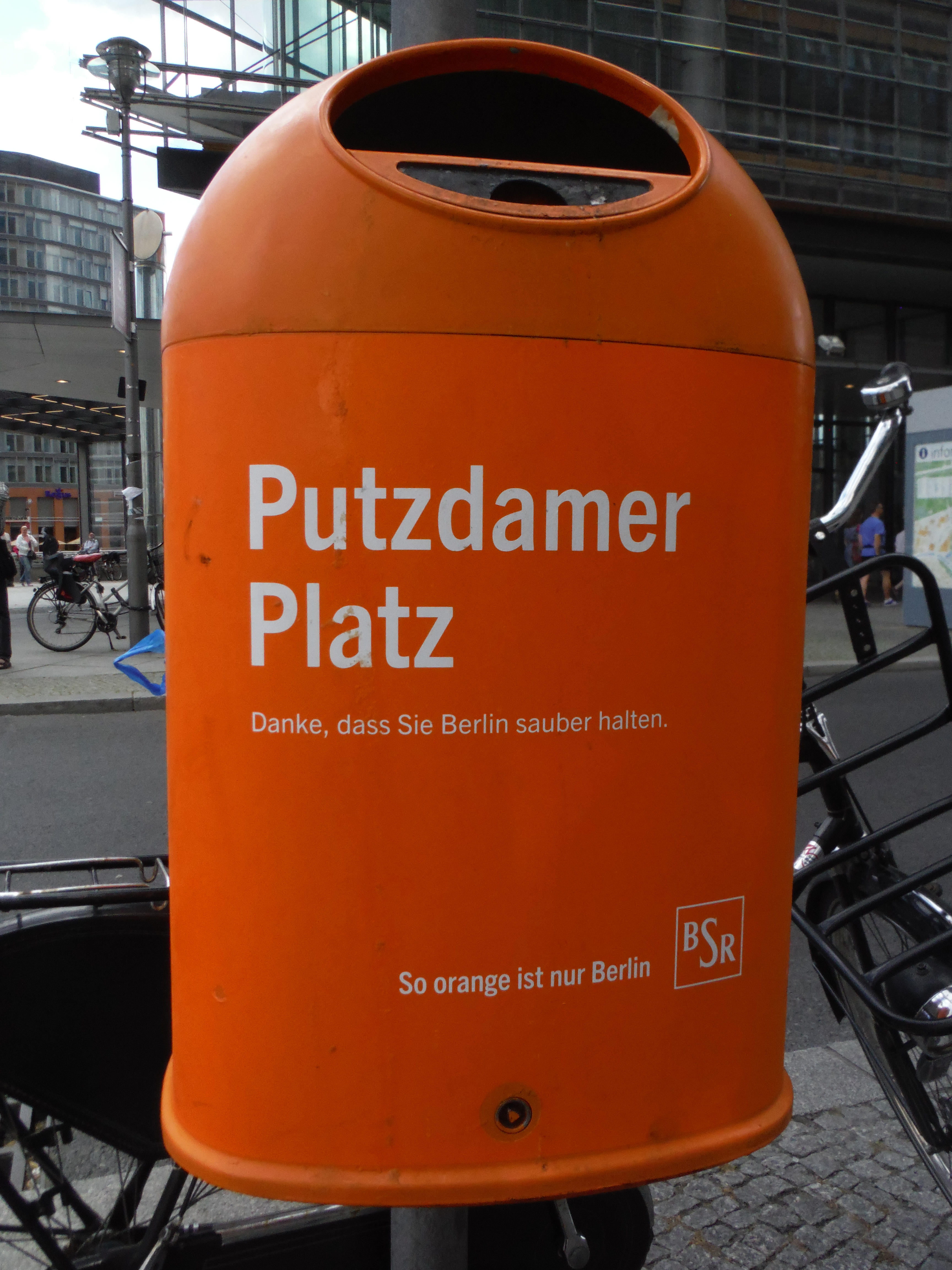
Берлинская урна с надписью-каламбуром
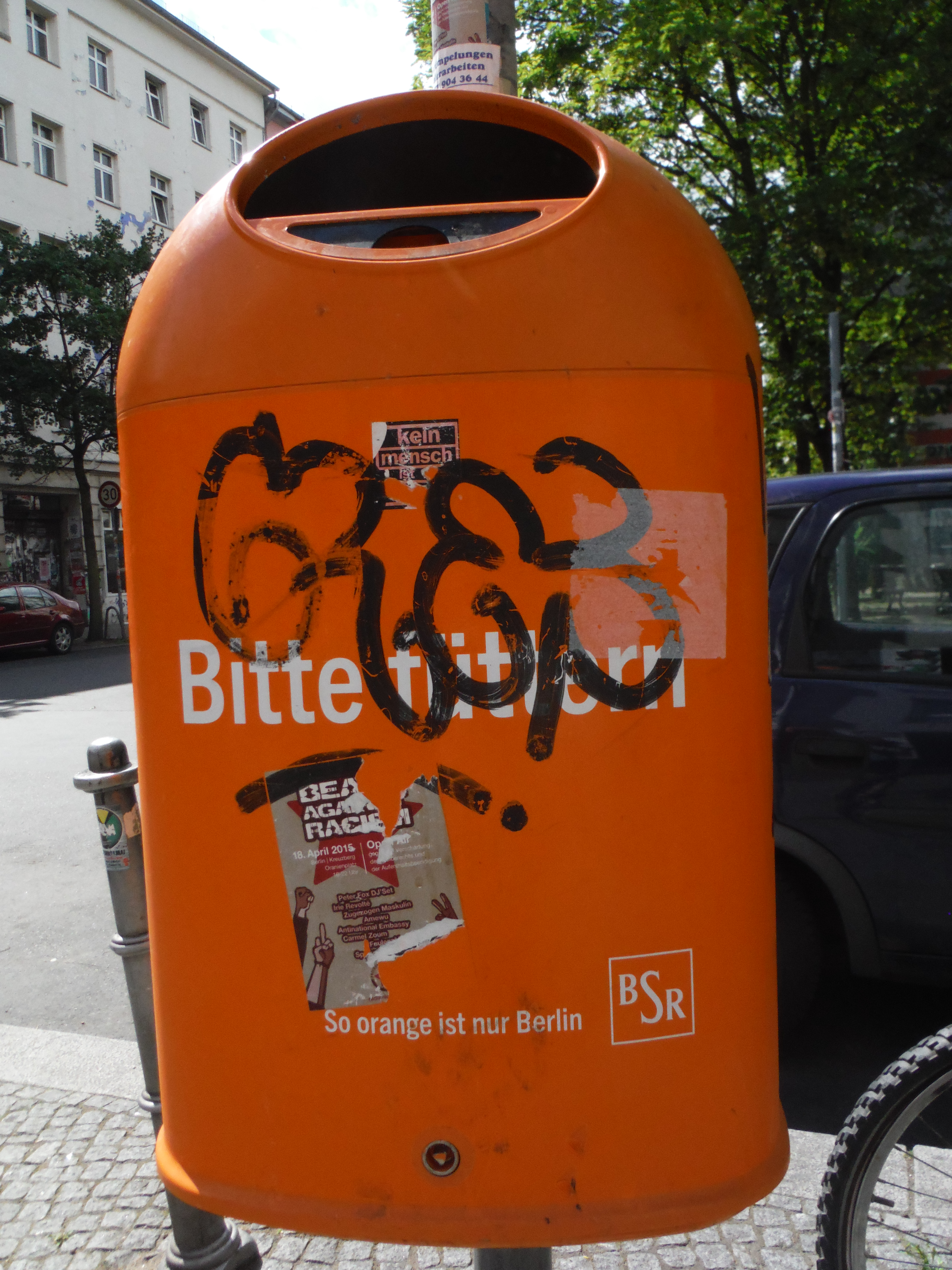
Урна в Берлине с надписью Покормите, пожалуйста! (нем. Bitte füttern!)
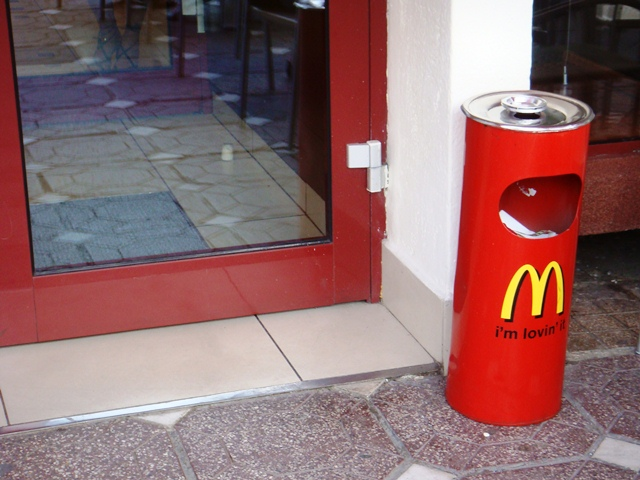
Урна-пепельница с отсеком для окурков